# Equipo Crónica
Equipo Crónica (en espagnol) ou Equip Crònica (en catalan) est le nom d'un collectif majeur du pop art espagnol, actif de 1965 à 1981.
Il a été fondé à Valence en 1965 par Rafael Solbes (1940-1981), Manolo Valdés (né en 1942) et Juan Antonio Toledo (1940-1995).

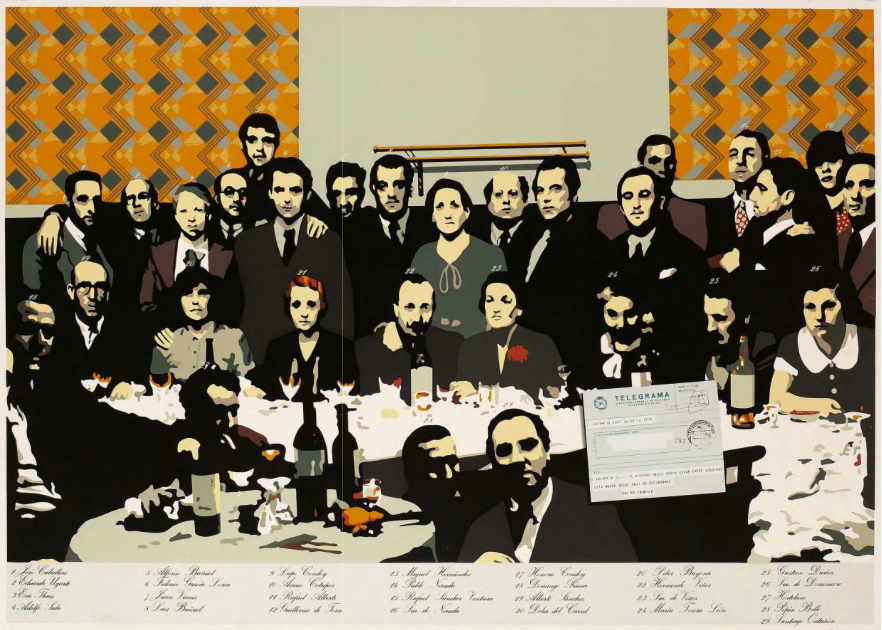
El Telegrama, sérigraphie réalisée par Equipo Crónica.

Leur mélange est unique : ils sont un peu réalistes, un peu critiques, assez pop, pratiquant citations picturales, anachronismes et pastiches doux-amers. Le tout est assez jubilatoire et bon enfant, mais pas joyeux, car l'ombre du franquisme est présente tout au long de leur œuvre.
L’œuvre El Intruso lança ou plutôt développa leur carrière, cette œuvre dénonce la guerre et veut sauver l'économie.

## Expositions
- "Not I", Alone - Sophie Boursat, Dado, Equipo Crónica, Françoise Quardon, François Rouan, Georges Rousse, Bernar Venet…, Les Abattoirs, Toulouse, septembre-octobre 2020[2].

## Postérité
La projection nationale et internationale d'Equipo Crónica est la plus importante des mouvements artistiques valenciens des années 1960. Le groupe a influencé le travail d'autres artistes valenciens tels que Rafael Armengol (es), Manuel Boix, Antoni Miró et Artur Heras.